# 2005년 K리그
2005년 K-리그는 화제가 많았던 시즌이다. 이안 포터필드를 사령탑으로 한 부산 아이파크의 전기리그 우승과 후기리그 부진, 축구 천재라 불렸던 박주영의 데뷔, 그리고 비록 챔피언 결정전에서 우승하지는 못했지만 두 번째로 시즌에 참가한 인천 유나이티드의 통합 성적 우승 등이 그것이다. 
강력한 우승 후보로 꼽히던 2004년 리그 우승 팀 수원 삼성 블루윙즈는 시즌 초반 A3 챔피언스컵, 슈퍼컵, 하우젠컵 등을 우승하며 기대를 모았으나, 나드손, 김남일, 송종국, 김진우 등 주축 선수들의 줄 부상으로 팀 역사상 가장 어려운 시즌을 보냈다.
한편, 후기 리그에서 최하위를 기록한 부산 아이파크이 전기 리그 우승으로 최종전에 진출한 사례나 통합 성적 우승인 인천 유나이티드가 챔피언 결정전에서 우승하지 못한 것은 전후기 리그와 플레이오프로 진행되는 리그 방식에 큰 문제점이 있음을 보여줬다.

## 시즌 개요

### 참가 구단
| #  | 팀명               | 연고지     | 리그 참여년도 | 전년도 순위 |
| -- | ------------------ | ---------- | ------------- | ----------- |
| 1  | 수원 삼성 블루윙즈 | 수원시     | 1996년        | 우승        |
| 2  | 포항 스틸러스      | 포항시     | 1983년        | 준우승      |
| 3  | 성남 일화 천마     | 성남시     | 1989년        |             |
| 4  | 울산 현대 호랑이   | 울산광역시 | 1984년        |             |
| 5  | 전남 드래곤즈      | 전라남도   | 1995년        |             |
| 6  | 전북 현대 모터스   | 전라북도   | 1995년        |             |
| 7  | 대전 시티즌        | 대전광역시 | 1997년        |             |
| 8  | FC 서울            | 서울특별시 | 1984년        |             |
| 9  | 부산 아이파크      | 부산광역시 | 1983년        |             |
| 10 | 광주 상무 불사조   | 광주광역시 | 2003년        |             |
| 11 | 대구 FC            | 대구광역시 | 2003년        |             |
| 12 | 부천 SK            | 부천시     | 1983년        |             |
| 13 | 인천 유나이티드    | 인천광역시 | 2004년        |             |

## 시즌 순위
전기리그에서 예상을 뒤엎고 부산 아이파크가 1위, 인천 유나이티드가 2위를 차지하였다. 리그에서 강팀으로 분류되는 성남 일화 천마과 수원 삼성 블루윙즈의 부진이 눈에 띄었고, 부산 아이파크는 플레이오프에 직행하였다.

### 전기리그 순위
| 팀                 | 승점 | 경기수 | 승 | 무 | 패 | 득점 | 실점 | 골득실 |
| ------------------ | ---- | ------ | -- | -- | -- | ---- | ---- | ------ |
| 부산 아이파크      | 25   | 12     | 7  | 4  | 1  | 17   | 10   | +7     |
| 인천 유나이티드    | 24   | 12     | 7  | 3  | 2  | 20   | 13   | +7     |
| 울산 현대 호랑이   | 22   | 12     | 7  | 1  | 4  | 16   | 13   | +3     |
| 포항 스틸러스      | 21   | 12     | 6  | 3  | 3  | 14   | 11   | +3     |
| FC 서울            | 19   | 12     | 5  | 4  | 3  | 22   | 19   | +3     |
| 성남 일화 천마     | 16   | 12     | 4  | 4  | 4  | 18   | 15   | +3     |
| 부천 SK            | 16   | 12     | 4  | 4  | 4  | 10   | 10   | 0      |
| 대전 시티즌        | 14   | 12     | 2  | 8  | 2  | 11   | 11   | 0      |
| 수원 삼성 블루윙즈 | 14   | 12     | 3  | 5  | 4  | 18   | 19   | -1     |
| 전남 드래곤즈      | 14   | 12     | 3  | 5  | 4  | 13   | 14   | -1     |
| 전북 현대 모터스   | 9    | 12     | 2  | 3  | 7  | 13   | 19   | -6     |
| 대구 FC            | 9    | 12     | 2  | 3  | 7  | 14   | 25   | -11    |
| 광주 상무 불사조   | 6    | 12     | 1  | 3  | 8  | 16   | 23   | -7     |

### 후기리그 순위
만일 후기리그마저 제패 시 플레이오프도 치를 필요 없이 부산 아이파크가 직빵으로 우승을 확정지을 수 있었지만, 전기리그 우승으로 부담이 사라진 부산 아이파크는 후기리그 최하위로 처지면서 실망스러운 모습을 보였고, 반면 전기리그에서 부진했던 성남 일화 천마가 후기리그 챔피언을 먹으면서 챔피언 결정전에 진출할 수 있었고, 부천 SK는 통합 승점 4위를 하였으나 플레이오프 문턱에서 물먹고 말았다.
| 팀                 | 승점 | 경기수 | 승 | 무 | 패 | 득점 | 실점 | 골득실 |
| ------------------ | ---- | ------ | -- | -- | -- | ---- | ---- | ------ |
| 성남 일화 천마     | 27   | 12     | 8  | 3  | 1  | 22   | 9    | +13    |
| 부천 SK            | 26   | 12     | 8  | 2  | 2  | 16   | 8    | +8     |
| 대구 FC            | 21   | 12     | 6  | 3  | 3  | 15   | 11   | +4     |
| 울산 현대 호랑이   | 21   | 12     | 6  | 3  | 3  | 15   | 11   | +4     |
| 인천 유나이티드    | 21   | 12     | 6  | 3  | 3  | 16   | 13   | +3     |
| 포항 스틸러스      | 19   | 12     | 5  | 4  | 3  | 14   | 11   | +3     |
| 대전 시티즌        | 16   | 12     | 4  | 4  | 4  | 8    | 9    | -1     |
| 수원 삼성 블루윙즈 | 14   | 12     | 3  | 5  | 4  | 11   | 13   | -2     |
| FC 서울            | 13   | 12     | 3  | 4  | 5  | 15   | 13   | +2     |
| 전남 드래곤즈      | 13   | 12     | 4  | 1  | 7  | 10   | 15   | -5     |
| 광주 상무 불사조   | 11   | 12     | 3  | 2  | 7  | 7    | 15   | -8     |
| 전북 현대 모터스   | 9    | 12     | 2  | 3  | 7  | 11   | 22   | -11    |
| 부산 아이파크      | 3    | 12     | 0  | 3  | 9  | 11   | 21   | -10    |

### 전후기통합 순위
전기리그와 후기리그 우승팀인 부산 아이파크와 성남 일화 천마, 그리고 이 팀들을 제외한 통합승점 1위 인천 유나이티드와 2위 울산 현대 호랑이가 플레이오프에 진출하였다.
| 순위 | 팀                 | 승점 | 경기수 | 승 | 무 | 패 | 득점 | 실점 | 골득실 |
| ---- | ------------------ | ---- | ------ | -- | -- | -- | ---- | ---- | ------ |
| 1    | 인천 유나이티드    | 45   | 24     | 13 | 6  | 5  | 36   | 26   | +10    |
| 2    | 성남 일화 천마     | 43   | 24     | 12 | 7  | 5  | 40   | 24   | +16    |
| 3    | 울산 현대 호랑이   | 43   | 24     | 13 | 4  | 7  | 31   | 24   | +7     |
| 4    | 부천 SK            | 42   | 24     | 12 | 6  | 6  | 26   | 18   | +8     |
| 5    | 포항 스틸러스      | 40   | 24     | 11 | 7  | 6  | 28   | 22   | +6     |
| 6    | FC 서울            | 32   | 24     | 8  | 8  | 8  | 37   | 32   | +5     |
| 7    | 대전 시티즌        | 30   | 24     | 6  | 12 | 6  | 19   | 20   | -1     |
| 8    | 대구 FC            | 30   | 24     | 8  | 6  | 10 | 29   | 36   | -7     |
| 9    | 수원 삼성 블루윙즈 | 28   | 24     | 6  | 10 | 8  | 29   | 32   | -3     |
| 10   | 부산 아이파크      | 28   | 24     | 7  | 7  | 10 | 28   | 31   | -3     |
| 11   | 전남 드래곤즈      | 27   | 24     | 7  | 6  | 11 | 23   | 29   | -6     |
| 12   | 전북 현대 모터스   | 18   | 24     | 4  | 6  | 14 | 24   | 41   | -17    |
| 13   | 광주 상무 불사조   | 17   | 24     | 4  | 5  | 15 | 23   | 38   | -15    |

## 경기 결과

### 포스트시즌

#### 플레이오프
| 부산 아이파크 | 0-2 | 인천 유나이티드     |
| ------------- | --- | ------------------- |
|               |     | 17 이상헌 65 방승환 |

| 성남 일화 천마 | 1-2 | 울산 현대 호랑이    |
| -------------- | --- | ------------------- |
| 남기일 18      |     | 46 마차도 83 이진호 |

#### 챔피언 결정전
1차전
| 인천 유나이티드 | 1-5 | 울산 현대 호랑이                  |
| --------------- | --- | --------------------------------- |
| 라돈치치 88     |     | 13, 58 마차도 37, 45+1, 72 이천수 |

2차전
| 울산 현대 호랑이 | 1-2 | 인천 유나이티드 |
| ---------------- | --- | --------------- |
| 최성국 18        |     | 14, 26 라돈치치 |

울산 현대 호랑이가 두 경기 종합 6-3으로 승리하였다.

## 우승 구단
| K-리그 2005 우승              |
| ----------------------------- |
| 울산 현대 호랑이 두 번째 우승 |

## 같이 보기
- 리그컵 2005
- FA컵 2005